# Герберт, Джордж, 2-й граф Поуис
Джордж Эдвард Генри Артур Герберт, 2-й граф Поуис (англ. George Edward Henry Arthur Herbert, 2nd Earl of Powis; 7 июля 1755 — 16 января 1801) — британский пэр. С 1755 по 1772 год он носил титул учтивости — виконт Ладлоу.

## Ранняя жизнь
Родился 7 июля 1755 года в Финчли, Миддлсекс. Единственный сын Генри Герберта, 1-го графа Поуиса (1703—1772), и Барбары Герберт (1735—1786), дочери лорда Эдварда Герберта. Он получил образование в Итонском колледже.

## Карьера
10 сентября 1772 года после смерти своего отца Джордж Герберт унаследовал титулы 2-го графа Поуиса, 2-го барона Герберта из Чербери и 2-го барона Герберта из Чербери и Ладлоу.
В 1776 году Джордж Герберт был назначен регистратором Ладлоу и лордом-лейтенантом Монтгомеришира в 1776 году. Также в 1776 году он служил казначеем лазарета Салоп в Шрусбери. Лорду Поуису было присвоено звание полковника, олицетворяющего ополчение Монтгомеришира в 1778 году . В 1798 году он также был назначен лордом-лейтенантом Шропшира . Он также был назначен полковником ополчения графства Шропшир вместо ополчения Монтгомеришира. Он сохранял за собой должности обоих лордов-лейтенантов до своей смерти в 1801 году.
Лорд Поуис совершил Гранд-тур по Италии в 1775—1776 годах, когда он, вероятно, приобрел коллекцию мраморных скульптур, хранившуюся в его семейной резиденции, замке Поуис. Он добавил бальный зал, но мало что сделал для поддержания дома: посетитель Джон Бинг в 1784 году объяснил его запущенное состояние своим временем, проведенным «в расточительности Лондона и в поездках на высоких фаэтонах по Сент-Джеймс-стрит». Во время более позднего визита (1793 г.) он писал: «Настоящий (знатный пэр) — подлый глупый человек, пузырь своей любовницы (и, следовательно, его управляющего), который редко приходит сюда, чтобы прокрасться на день или два.»

## Личная жизнь
Лорд Поуис скончался в отеле York House на Албемарл-стрит в Лондоне в январе 1801 года в возрасте 45 лет и был похоронен в церкви Святой Марии в Уэлшпуле. Он не был женат, и титулы умерли вместе с ним. Его младшая сестра и наследница, леди Генриетта Герберт (1758—1830), вышла замуж за Эдварда Клайва, 2-го барона Клайва (1754—1839), который в 1804 году получил титул 1-го графа Поуиса.